# SDSS J100401.41+005354.9
| SDSS J100401.41+005354.9                                | SDSS J100401.41+005354.9 |
| ------------------------------------------------------- | ------------------------ |
| Beobachtungsdaten Äquinoktium: J2000.0, Epoche: J2000.0 |                          |
| Sternbild                                               | Sextant                  |
| Rektaszension                                           | 10h 04m 01,4s            |
| Deklination                                             | +0° 53′ 55″              |
| Helligkeit (J-Band)                                     | ca. 17 mag               |
| Spektralklasse                                          | L2±1                     |

SDSS J100401.41+005354.9 ist ein L-Zwerg im Sternbild Sextans. Seine Spektralklasse wird auf L2±1 geschätzt.